# Бушово
Бушо́во (ранее Бушево) — село Тульской области России. 
В рамках организации местного самоуправления входит в городской округ город Тула, в рамках административно-территориального устройства — в Ленинский район Тульской области.
Находится в 12 км к северу от Тулы. Рядом с селом располагается запруда (водохранилище на реке Тулица), имеющая неофициальное название Бушовский пруд.

## История
Впервые упоминается в 1587—1589 годах как Борщовка Нюховского стана и значилась по писцовым книгам «за Данилой за Васильевым сыном Зыбина» как «пустошь, что была деревня», по имени ручья Борщевки, протекавшего по лощине, при которой расположено село. Боршовы — помещики, владельцы нескольких территорий к северу от Тулы по венёвскому направлению.
В XVII веке здесь появляется двор помещика Леонтия Третьякова сына Коптева. В это время появляется второе название — «деревня Борщовка, Баушево тож». Почему село получило названиe Бушёво (Бушово), неизвестно. В 1646 году — новый владелец Хомяков Демид Александрович, в 1678 год — его сын Елисей Демидович Хомяков. В селе Бушево на месте деревянной церкви в 1742 году коллежским асессором помещиком Хомяковым И. Е. построен каменный храм во имя Казанской Божией Матери. В 1851 году в храме был сделан ремонт с пристройкой теплого придела во имя святых бессребренников Космы и Дамиана Хомяковой Анной Мироновой, супругой основателя храма. Храм был построен по типу восьмерик на четверике с трапезной и шатровой колокольней, с декором в стиле барокко.
После 1851 года хозяйкой Бушево стала Стрекалова Анна Михайловна, организовавшая при храме церковную школу и больницу. В конце XIX века Бушёво состояло из села и деревень: Страховка, Ширина, Буркова, Хвощны и Кислинки. Население в то время составляло из 488 мужчин и 517 женщин; большинство занималось кустарным промыслом — изготовлением замков и петель.
В советское время храм Казанской Божией Матери был закрыт. В настоящее время он находится в аварийном состоянии, восточная часть основного объёма и алтарь утрачены.
До 1990-х гг. село входило в Архангельский сельский совет Ленинского района Тульской области, с 1997 года — в Архангельский сельский округ. 
В рамках организации местного самоуправления с 2006 до 2014 гг. село включалось в сельское поселение Рождественское Ленинского района. С 2015 года входит в Зареченский территориальный округ в рамках городского округа город Тула. 

## Знаменитые уроженцы
- Священномученик иерей Иоанн (Речкин Иван Александрович, 1872—1937) — кандидат богословия (1897), священник в Артемовской церкви села Высокое Харьковской области. Арестован в 1936 году за «укрытие белогвардейских офицеров во время гражданской войны и агитационную работу против советской власти». Приговорен к четырём годам лишения свободы. Заключение проходил в Карлаге. В 1937 году арестован в лагере за то, что «будучи враждебно настроен к советской власти, проводил среди заключенных агитационную работу, говоря, что скоро Советскому Союзу будет объявлена война и большевики будут уничтожены, на смену придет другое правительство и церкви в России будут восстановлены». 2 ноября 1937 года расстрелян. Канонизирован 20 августа 2000 года Архиерейским Собором Русской Православной Церкви.

## Население
| 2010 |
| ---- |
| 1    |